# Stauassistent (Fahrerassistenzsystem)
Das Fahrerassistenzsystem Stauassistent (engl. traffic jam assistant) ist eine Informationsfusion des ACC (Adaptive Cruise Control, Deutsch: Abstandsregeltempomat) mit dem Spurhalteassistenten. Das System kann somit beschleunigen, bremsen und lenken.

## Funktionsweise
Das System ist aktiv bei niedrigen Geschwindigkeiten, aktuell (2015) bis ca. 60 km/h. Daher dient es vor allem in monotonen Verkehrssituationen wie zähfließendem Verkehr oder Stau. Wenn das Fahrzeug diese Geschwindigkeitsgrenze überschreitet, erscheint ein Warnhinweis und der Stauassistent deaktiviert sich. Ab diesem Zeitpunkt ist entweder der Spurhalteassistent- oder der Spurverlassenwarner aktiv.
Die meisten Hersteller weisen auch ausdrücklich darauf hin, dass es nur auf gut ausgebauten Straßen verwendet werden darf und somit nicht im Stadtverkehr. BMW greift sogar auf die Daten des Navigationsgerätes zurück. Wenn sich das Fahrzeug nicht auf einer Autobahn befindet, dann ist dieses Fahrerassistenzsystem nicht aktiv.
Andere Hersteller limitieren den Fahrer nicht auf diesen Straßentyp und sind daher auch bei anderen Straßentypen aktiv.
Einen weiteren Unterschied gibt es beim Verhalten im Stillstand. Die Zeitspanne, wenn sich der Assistent selbst deaktiviert, variiert von Auto zu Auto. Im neuen BMW 2er Active Tourer sind es 30 Sekunden, bis sich der Assistent ausschaltet.
Die Kamera des Spurhalteassistenten wird zur Orientierung benutzt. Somit erhält das System Informationen zum Streckenverlauf durch die Fahrbahnmarkierungen und der Richtung des vorderen Fahrzeuges. Das System kann auch unterscheiden, ob es der Spur folgen soll oder dem Auto davor. Dadurch wird vermieden, dass das Auto einem abbiegenden oder Spur wechselnden Fahrzeug folgt.
Der Abstand zum vorderen Fahrzeug wird dabei kontinuierlich von der automatischen Distanzregelung geregelt.

## Technische Umsetzung
Je nach Hersteller wird entweder eine Stereokamera oder eine Monokamera eingesetzt. Die Stereokamera bietet den Vorteil, dass durch die räumliche Verarbeitung besser Abstände und Richtungsänderungen wahrgenommen werden können.
Die Funktionen sind ausschließlich in Kombination mit einem Automatikgetriebe erhältlich, da dieses vor allem bei niedrigen Geschwindigkeiten Komfortvorteile ermöglicht und somit eine optimale Ergänzung zum Stauassistenten darstellt.
Gesetzlich sind die Hersteller verpflichtet, das System bei kompletter Inaktivität des Fahrers zu deaktivieren. In der Praxis muss der Fahrzeugführer immer noch zumindest eine Hand am Lenkrad haben, damit die Sensoren Fahreraktivität erkennen. Ansonsten warnt das System nach einer gewissen Zeitspanne und schaltet sich dann aus.

### Fahrzeuge mit Stauassistent
| Hersteller | Modell                                                                          | Eigenschaften |
| ---------- | ------------------------------------------------------------------------------- | --- |
| Audi       | Audi A3, Audi A4, Audi A5, Audi A6, Audi A7, Audi A8, Audi Q2, Audi Q5, Audi Q7 | Radar und Kamera |
| Maserati   | Ghibli, Levante, Quattroporte                                                   | Radar und Kamera |
| Mercedes   | C-Klasse, E-Klasse, CLS-Klasse ab 2014, S-Klasse                                | Mercedes-Benz verwendet eine Stereokamera kombiniert mit einem Radarsystem.                                                          |
| MG         | MG5                                                                             | wird TJA genannt |
| BMW        | BMW G11, BMW G30, BMW F15, BMW F16                                              | BMW verwendet in der neuesten Generation eine Stereokamera kombiniert mit einem Radarsystem.                                         |
| Volkswagen | Passat, Tiguan, Touran, Golf                                                    | Der VW Passat B8 und die anderen Modelle von Volkswagen verwenden eine Monokamera im Spiegelfuß in Verbindung mit einem Radarsensor. |

## Autobahnpilot
Ein Autobahnpilot erlaubt einem Kraftfahrzeug, auf Autobahnen autonom zu fahren. Abstandsregelung, Spurhaltung und Spurwechsel erfolgen automatisch.
Seit Sommer 2015 ist das Tesla Model S (durch automatische Software-Updates) in der Lage, auf Autobahnen im ganzen Geschwindigkeitsbereich (also bis zur Höchstgeschwindigkeit) völlig autonom zu fahren. Der Fahrer muss dann weder Lenkrad noch Gaspedal oder Bremse betätigen.